# Themus ferganensis
Themus ferganensis is een keversoort uit de familie soldaatjes (Cantharidae). De wetenschappelijke naam van de soort werd in 2001 gepubliceerd door Sergey Vasiljevich Kazantsev.